# 2024 en musique classique
| \| • Retour à la chronologie générale de la musique classique • \| |
| Grèce • Rome • Haut Moyen Âge • VIIIe siècle • IXe siècle • Xe siècle • XIe siècle XIIe siècle • XIIIe siècle • XIVe siècle • XVe siècle • XVIe siècle • XVIIe siècle XVIIIe siècle • XIXe siècle • XXe siècle • XXIe siècle |
| • Retour à la chronologie générale de la musique classique • |

| Années en musique classique : 2021 - 2022 - 2023 - 2024 - 2025 - 2026 - 2027    |
| Décennies en musique classique : 1990 - 2000 - 2010 - 2020 - 2030 - 2040 - 2050 |

Cette page recense les événements de l'année 2024 en musique classique.

## Événements
- 1er janvier : concert du nouvel an de l'orchestre philharmonique de Vienne au Musikverein, dirigé par Christian Thielemann.
- 31 janvier au 4 février : festival La Folle Journée de Nantes[1].
- 14 juin : Dream Requiem, opéra de Rufus Wainwright, est créé à Paris[2].
- 4 juillet : Samson, tragédie lyrique de Jean-Philippe Rameau, est créé à Aix-en-Provence.
- 22 novembre : Voyage d'automne, opéra de Bruno Mantovani, est créé au théâtre du Capitole de Toulouse.

## Prix
- Médaille Bach : Andreas Staier.
- Prix Ernst-von-Siemens : Unsuk Chin.
- Prix Polar Music : Esa-Pekka Salonen.
- Prix Praemium Imperiale : Maria João Pires.
- Prix Brahms : Kent Nagano.
- Prix Wolf en art : György Kurtág.

## Décès
- 4 janvier : John White, compositeur britannique (° 5 avril 936).
- 10 janvier : Tamara Milachkina, soprano soviétique et russe (° 13 septembre 1934).
- 11 janvier : Bruno Ducol, compositeur français (° 22 mars 1949).
- 11 janvier : Louis-Claude Thirion, pianiste français (° 1er août 1935).
- 13 janvier : Romuald Twardowski, compositeur polonais (° 17 juin 1930).
- 16 janvier : Peter Schickele, compositeur américain (° 17 juillet 1935).
- 18 janvier : Ivan Moody, compositeur britannique (° 1er juin 1964).
- 19 janvier : Ewa Podleś, contralto polonaise (° 26 avril 1952).
- 23 janvier : Jean-Marie Villégier, metteur en scène français de théâtre et d'opéra (° 4 juillet 1937).
- 2 février : Wilhelmenia Wiggins Fernandez, soprano américaine (° 5 janvier 1949).
- 6 février : Seiji Ozawa, chef d'orchestre japonais (° 1er septembre 1935).
- 12 février : Rudolf Jansen, pianiste néerlandais  (° 19 janvier 1940).
- 28 février : Eugen Indjic, pianiste franco-américain (° 11 mars 1947).
- 3 mars : Oscar Ghiglia, guitariste italien (° 13 août 1938).
- 3 mars : Günther Leib, baryton allemand (° 12 avril 1927).
- 7 mars : Françoise Garner, soprano française (° 17 octobre 1933).
- 9 mars : Guy Touvron, trompettiste français (° 15 février 1950).
- 13 mars : Aribert Reimann, compositeur et pianiste allemand (° 4 mars 1936).
- 14 mars : Lamara Chkonia, soprano géorgienne (° 27 décembre 1930).
- 14 mars : Byron Janis, pianiste américain (° 24 mars 1928).
- 14 mars : Jean-Pierre Marty, pianiste et chef d'orchestre français (° 12 octobre 1932).
- 23 mars : Igor Ozim, violoniste slovène (° 9 mai 1931).
- 23 mars : Maurizio Pollini, pianiste italien (° 5 janvier 1942).
- 24 mars : Péter Eötvös, compositeur hongrois (° 2 janvier 1944).
- 7 avril : Michael Boder, chef d'orchestre allemand (° 9 novembre 1958).
- 20 avril : Andrew Davis, chef d'orchestre britannique (° 2 février 1944).
- 21 avril : Fujiko Hemming, pianiste japonaise (° 5 décembre 1931).
- 29 avril : Paul Schoenfield, compositeur américain (° 24 janvier 1947).
- 7 mai : Éric Davoust, pianiste français (° 1960).
- 11 mai : Tito Gotti, chef d’orchestre et musicologue italien (° 6 juillet 1927).
- 18 mai : Yvon Bourrel, compositeur français (° 3 décembre 1932).
- 25 mai : Hugues Gall, directeur d'opéra français (° 18 mars 1940).
- 27 mai : Stefan Wojtas, pianiste polonais (° 5 octobre 1943).
- 2 juin : Emma Lou Diemer, pianiste, compositrice et musicologue américaine (° 24 novembre 1927).
- 11 juin : Éric Tappy, ténor suisse (° 19 mai 1931).
- 16 juin :  Jodie Devos, soprano belge (° 10 octobre 1988).
- 19 juin : James Loughran, chef d'orchestre écossais (° 30 juin 1931).
- 25 juin : Norman Shetler, pianiste américain (° 16 juin 1931).
- 27 juin : Serge Arcuri, compositeur canadien (° 10 juin 1954).
- 27 juin : Alexandre Knaïfel, compositeur russe (° 28 novembre 1943).
- 5 juillet : Liana Issakadze, violoniste et cheffe d'orchestre géorgienne (° 2 août 1946).
- 5 juillet :  Édith Weber, musicologue française (° 31 octobre 1925).
- 13 juillet : Ruth Hesse, mezzo-soprano allemande (° 18 septembre 1936).
- 14 juillet : Sarah Gibson,  pianiste et compositrice américaine (° 21 mai 1986).
- 15 juillet :  Édith Lejet, compositrice française (° 19 juillet 1941).
- 16 juillet :  Benoît Duteurtre, romancier, critique musical et producteur sur France Musique (° 20 mars 1960).
- 24 juillet : Jōji Yuasa, compositeur japonais (° 12 août 1929).
- 27 juillet : Wolfgang Rihm, compositeur et essayiste allemand (° 13 mars 1952).
- 1er août : Jürgen Ahrend, facteur d'orgues allemand (° 28 avril 1930).
- 3 août : Antônio Meneses, violoncelliste brésilien (° 23 août 1957).
- 4 août : Miguel Ángel Gómez Martínez, chef d'orchestre espagnol (° 17 septembre 1949).
- 10 août : Celestina Casapietra, soprano italienne (° 23 août 1938 ou 1939).
- 13 août : Giórgos Leotsákos, musicologue et critique musical grec (° 9 août 1935).
- 19 août : Rudi Jacques,  organiste, claveciniste et facteur d'orgues belge (° 28 avril 1965).
- 24 août : Siegfried Lorenz, baryton allemand  (° 30 août 1945).
- 26 août : Alexander Goehr, compositeur britannique (° 10 août 1932).
- 27 août : Howard Crook, ténor américain (° 15 juin 1947).
- 4 septembre : Jacques Rouchouse, essayiste et critique musical français (° 13 avril 1946).
- 5 septembre : Władysław Słowiński, compositeur et chef d'orchestre polonais (° 14 mai 1930).
- 6 septembre : Lucine Amara, soprano américaine (° 1er mars 1927).
- 12 septembre : François Kerdoncuff, pianiste français (° 20 février 1954).
- 29 septembre : Rohan de Saram, violoncelliste britannique (° 9 mars 1939).
- 7 octobre : Amaury du Closel, compositeur et chef d'orchestre français (° 6 février 1956).
- 9 octobre : Leif Segerstam, chef d'orchestre et compositeur finlandais (° 2 mars 1944).
- 14 octobre : Barbara Owen, organiste américaine (° 25 janvier 1933).
- 20 octobre : Janusz Olejniczak, pianiste polonais (° 2 octobre 1952).
- 23 octobre : Donald McInnes, altiste américain (° 7 mars 1939).
- 31 octobre :  Sarah Leonard, soprano britannique (° 10 avril 1953).
- 18 novembre : György Pauk, violoniste hongrois (° 26 octobre 1936).
- 19 novembre : Odile Bailleux, organiste et claveciniste française (° 30 décembre 1939).
- 11 décembre : Michio Mamiya, compositeur japonais (° 29 juin 1929).
- 17 décembre :  Marcel Marnat, musicologue, journaliste et producteur de radio français (° 6 juillet 1933).
- 17 décembre : Colin Tilney, claveciniste et pianofortiste britannique (° 31 octobre 1933).
- 23 décembre : Gerardo Guevara, compositeur équatorien (° 23 septembre 1930).